# ペッパー警部
「ペッパー警部」（ペッパーけいぶ）は、1976年8月にリリースされた日本のアイドルグループ・ピンク・レディーのデビュー・シングルである。

## 解説
作詞した阿久悠は、ピンク・レディーは8月25日にデビューするようなあまり期待されていない新人であったために、作曲の都倉俊一と共に自由に創作できて幸運だったと述べている。
阿久と都倉は当初から「ペッパー警部」をA面用に作ったが、B面の「乾杯お嬢さん」の出来が良かったことから、レコード会社の中では「乾杯…」をA面に推す声が強かった。だが阿久は「キャンディーズの七掛けではつまらない」と主張、予定通り本曲がA面となった。
また、Aメロでのミニスカートで股を開く土居甫の振り付けに対して、下品であるなどの批判の声も上がった。具体的には、阿久や都倉と『スター誕生!』の審査員などで交流のあった松田トシから「ミニスカートで脚を開く振り付けは品がない」と怒られた。また、レコード会社からも「もっとオーソドックスな曲でデビューさせたい」と言われた。しかし、阿久、都倉、土居たちは抵抗して意見を押し通し、土居の振り付けで行くことになったとのこと。
この曲が発売された頃、ロッキード事件が世間を賑わしていたため、政治家の逮捕劇を想定して書いたのかと阿久はよく聞かれたが、実際は突然ひらめいたのであり、その根拠には『ピンク・パンサー』のクルーゾ警部、1950年代の曽根史朗のヒット曲「若いお巡りさん」、落語の『くしゃみ講釈』、当時売れていた清涼飲料水（恐らく「ドクターペッパー」)、ビートルズの大ヒットアルバム『サージェント・ペパーズ・ロンリー・ハーツ・クラブ・バンド』などが含まれていると自己分析している。
累計売上は105万枚（公称）。
「Sergeant Pepper」の曲名で奈良橋陽子の訳詞による英語歌詞で吹き込んだものが、1978年に西ドイツやイタリア・スイス・ポルトガルなどヨーロッパでシングルレコードとして発売されている（B面は「Wanted（ウォンテッド (指名手配)）」）。英語版は1987年発売のリミックス・アルバム『BLOOD NEW』にも収録され、後にSingles PremiumにオリジナルがそれぞれのCDに追加収録された。日本盤オリジナルのカラオケ流用ではなく、日本語のコーラスは削除されている。
歌詞では「日暮れ時に男女のカップルがいい雰囲気になってきたところへ、ペッパー警部がおせっかいにも、”君たち、早く帰りなさい”と恋仲の邪魔をする」というものである。しかし日本の警察官の階級において、警部というのは警察署の課長級職である。普通は街中で不審尋問（現在では職務質問）を行うような業務はしない。
レコードでの歌唱にはなかったが、実演の際には曲の最後に「ペッパー警部よ」というセリフをつけるのが定番であった。

## 収録曲
1. ペッパー警部
  - 作詞：阿久悠/作曲・編曲：都倉俊一/演奏：ビクター・オーケストラ
2. 乾杯!お嬢さん
  - 作詞：阿久悠/作曲・編曲：都倉俊一

## カバー
ペッパー警部
- 1977年：谷ちえ子（アルバム『ほゝえみ』に収録）
- 1978年：はたけんじ（シングル「演歌ペッパー警部」）
- 1979年：大野雄二＆ゴダイゴ（日本テレビ音楽設立10周年記念非売品LP「NTVM AFTER 10 YEARS」に収録）
- 1993年：織田裕二（映画『卒業旅行 ニホンから来ました』の劇中で歌唱）
- 2002年：GO!GO!7188（アルバム『虎の穴』に収録）
- 2006年：中国人デュエット西遊妹妹（en-Rayとミイズ）（中国語でカバーした曲が、サントリー烏龍茶のCMで使われた）
- 2007年11月：石川さゆり（アルバム『二十世紀の名曲たち』に収録、2008年のアルバム「エンカのチカラ -SONG IS LIFE 70's-」に再録）
- 2008年7月：Mizrock（『歌鬼 (Ga-Ki) 〜阿久 悠トリビュート〜』収録）
- 2008年9月：モーニング娘。がカバーシングルを発売（同年11月のアルバム『COVER YOU』にも収録）
- 2009年：来栖あつこ&宮内知美（阿久悠トリビュートアルバム『Bad Friends』収録）
- 2016年：ピンク・ベイビーズ（シングル『渚のシンドバッド』type-Dに収録[5]）
- 2017年：DEAN FUJIOKA
- 2022年：原紗友里、青木瑠璃子、和氣あず未（アルバム『CINDERELLA PARTY! デレぱにぱにック＆デレパノココロ ～信じられないくらい素敵なCD～』収録）

## 各所に於ける使用例
- 1995年：酒井法子（東芝エアコン「電気上手」CM）
- 2001年：藤原紀香・相沢紗世（日本航空「バーゲンフェア」CM）
- 2015年：山本美月・坂田梨香子（AOKIホールディングス「フレッシャーズフェア」CM）
- 2018年6月：喜多ゆかり（朝日放送テレビアナウンサー）・小川恵理子・桑原征平（朝日放送ラジオ『桑原征平粋も甘いも』水曜日「粋甘流☆美女と野獣NEO」[注 2]）
- 2023年4月：吉川愛（リクルートホールディングス「ホットペッパービューティ」CM）
- 2024年5月：サントリーフーズ「クラフトボス」CM[6]